# Monze, Aude

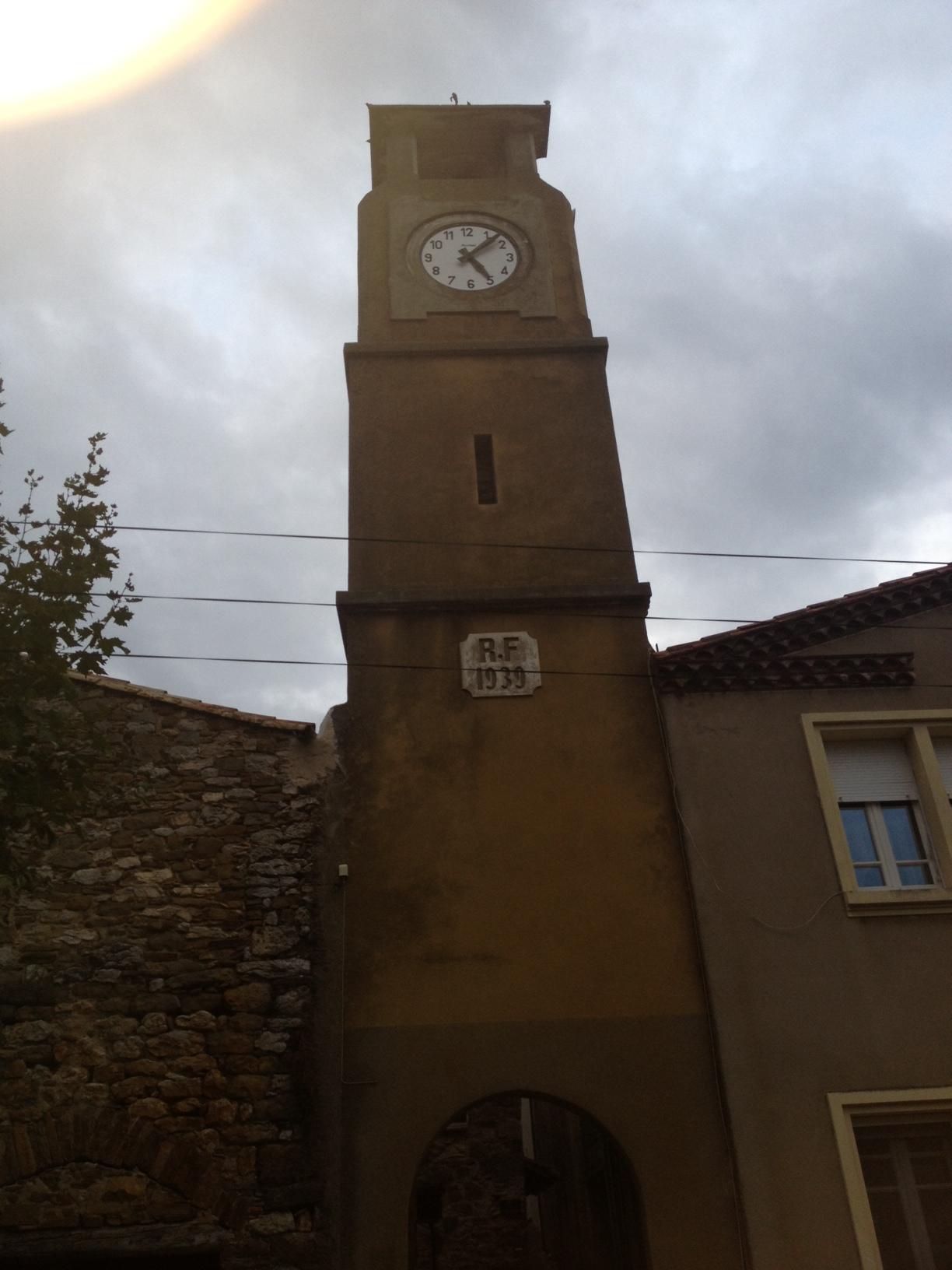
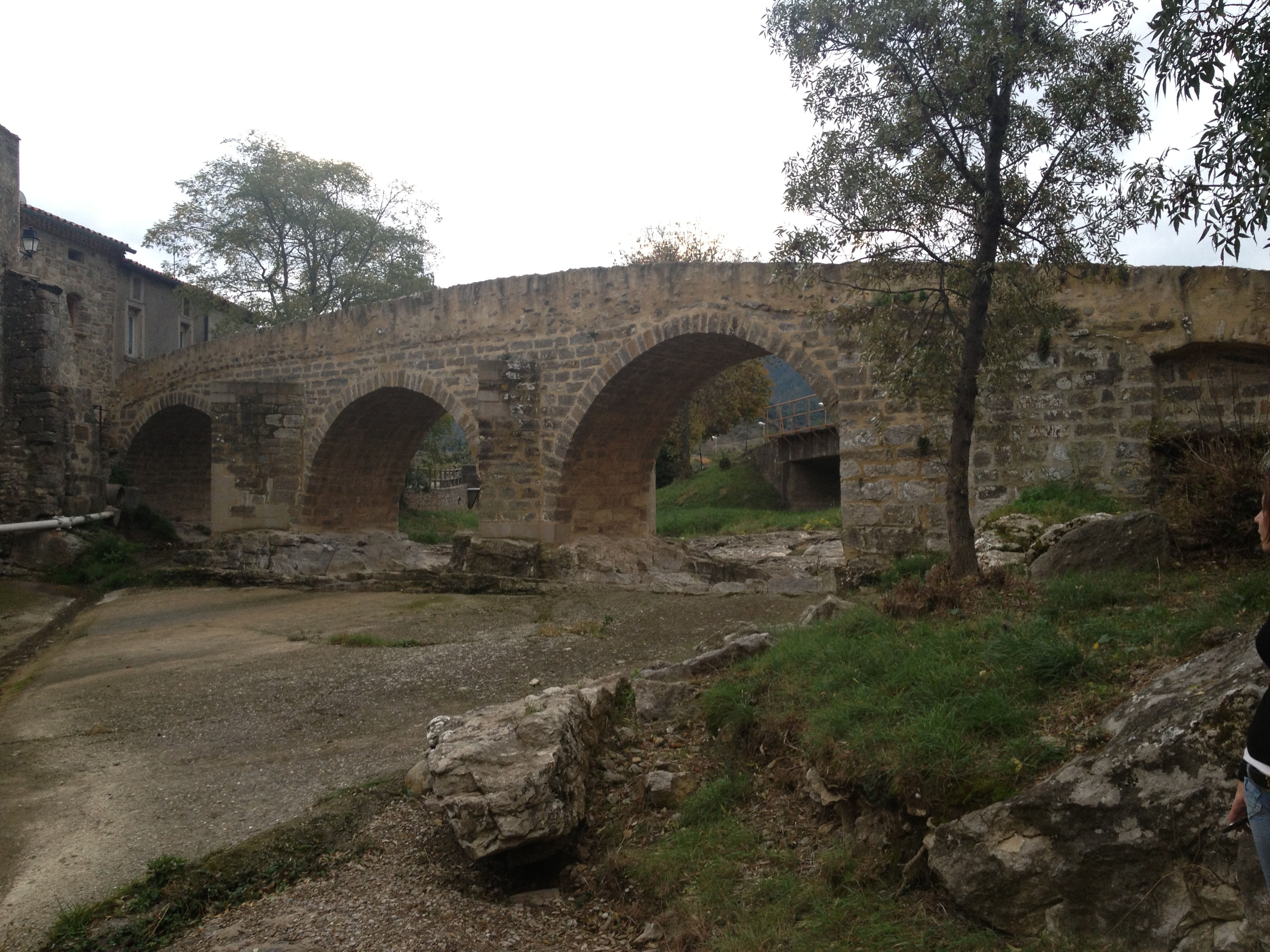

Monze là một xã của Pháp, nằm ở tỉnh Aude trong vùng Occitanie. Người dân địa phương trong tiếng Pháp gọi là Monzois.
Monze nằm ở thung lũng Bretonne, dưới chân Montagne d'Alaric. Monze có cự ly 8 km so với Trèbes, 11 km so với Capendu, 14 km so với Carcassonne và 22 km so với Lagrasse. 

## Hành chính
| Danh sách các xã trưởng |                  |                    |      |         |
| Giai đoạn               | Giai đoạn        | Tên                | Đảng | Tư cách |
| tháng 3 năm 2001        | 2008             | Paul Cassignol     | PS   |         |
| tháng 6 năm 1995        | tháng 3 năm 2001 | Paul Cassignol     | PS   |         |
| tháng 3 năm 1989        | tháng 6 năm 1995 | Paul Cassignol     | PS   |         |
| tháng 3 năm 1983        | tháng 3 năm 1989 | Paul Cassignol     | PS   |         |
| tháng 3 năm 1977        | tháng 3 năm 1983 | André Bourjade     |      |         |
| 1965                    | tháng 3 năm 1977 | André Bernard      |      |         |
| 1944                    | 1965             | Augustin Arnaud    |      |         |
| 1925                    | 1944             | Jules Verdier      |      |         |
| 1918                    | 1925             | Maurice Bourjade   |      |         |
| 1896                    | 1918             | Adolphe Amigues    |      |         |
| 1892                    | 1896             | Maurice Bernard    |      |         |
| 1888                    | 1892             | Adolphe Amigues    |      |         |
| 1884                    | 1888             | Paul Bourjade      |      |         |
| 1881                    | 1884             | Adolphe Amigues    |      |         |
| 1876                    | 1881             | Nazaire Amigues    |      |         |
| 1871                    | 1876             | François Montlaur  |      |         |
| 1870                    | 1871             | Jean Montlaur      |      |         |
| 1855                    | 1870             | Nazaire Amigues    |      |         |
| 1853                    | 1855             | Maurice Bourjade   |      |         |
| 1848                    | 1853             | Jean-Anne Montlaur |      |         |
| 1843                    | 1848             | Maurice Bourjade   |      |         |
| 1834                    | 1843             | Alexis Dalbes      |      |         |
| 1830                    | 1834             | Jean Montlaur      |      |         |
| 1827                    | 1830             | Maurice Combes     |      |         |
| 1822                    | 1827             | Bernard Combes     |      |         |
| 1805                    | 1822             | Jean Montlaur      |      |         |
| 1799                    | 1805             | Antoine Verdier    |      |         |
| 1796                    | 1799             | Jean Montlaur      |      |         |
| 1794                    | 1796             | Paul Bertal        |      |         |
| 1792                    | 1794             | Paul Bourjade      |      |         |

## Thông tin nhân khẩu
| 1793 | 1800 | 1806 | 1821 | 1831 | 1836 | 1841 | 1846 | 1851 |
| ---- | ---- | ---- | ---- | ---- | ---- | ---- | ---- | ---- |
| 171  | 162  | 180  | 201  | 211  | 235  | 209  | 239  | 237  |

| 1856 | 1861 | 1866 | 1872 | 1876 | 1881 | 1886 | 1891 | 1896 |
| ---- | ---- | ---- | ---- | ---- | ---- | ---- | ---- | ---- |
| 233  | 192  | 158  | 173  | 163  | 194  | 204  | 190  | 198  |

| 1901 | 1906 | 1911 | 1921 | 1926 | 1931 | 1936 | 1946 | 1954 |
| ---- | ---- | ---- | ---- | ---- | ---- | ---- | ---- | ---- |
| 216  | 209  | 199  | 210  | 223  | 238  | 226  | 141  | 186  |

| 1962                                         | 1968 | 1975 | 1982 | 1990 | 1999 | 2006 | - | - |
| -------------------------------------------- | ---- | ---- | ---- | ---- | ---- | ---- | - | - |
| 191                                          | 162  | 153  | 144  | 166  | 194  | 184  | - | - |
| Số liệu kể từ 1962 : dân số không tính trùng |      |      |      |      |      |      |   |   |

Graphique de l'évolution de la population 1794-1999